# Nationaal park Ceahlău
Nationaal park Ceahlău (Roemeens: Parcul Național Ceahlău) een nationaal park in Roemenië (district Neamţ). Het park werd opgericht in 1995 en is 77,39 vierkante kilometer groot. Het landschap bestaat uit bergen en bossen van het Ceahlău-massief, met als hoogste toppen Toaca (1904 m) en Ocolaşul Mare (1907 m). Er bloeien vele planten, waaronder Europese trollius,edelweiss en orchideeën zoals Cypripedioideae. In het park komen verschillende diersoorten voor, waaronder bruine beer, wolf, adder, lynx, buizerd.